# Roh Tae-woo
Roh Tae-woo (노태우?, No Tae-uLR; Daegu, 4 dicembre 1932 – Seul, 26 ottobre 2021) è stato un generale e politico sudcoreano, che ha ricoperto la carica di presidente della Corea del Sud dal 1988 al 1993.

## Biografia
Nel suo discorso di insediamento promise l'avvio di un processo di democratizzazione, che avrebbe introdotto libertà e diritti umani inviolabili, assicurando la sicurezza economica e della nazione.
Roh inaugurò la Sesta Repubblica della Corea del Sud, promulgando il 29 ottobre 1988 la Costituzione democratica che gli elettori avevano approvato col referendum del 27 ottobre 1987. Grazie alla sua vicinanza ai chaebol, di cui promuoveva gli interessi in cambio di tangenti, ha costruito una fortuna di 650 milioni di dollari.
In seguito alla campagna anti-corruzione condotta dopo il 1993 dal suo successore Kim Young-sam, e all'interrogatorio sul loro ruolo nella rivolta di Gwangju del 1984, Roh Tae-woo fu condannato, così come il suo predecessore Chun Doo-hwan. La condanna di Roh Tae-woo a ventidue anni e mezzo fu ridotta a diciassette anni in appello, prima di essere rilasciato all'inizio del 1998 per intervento del nuovo presidente Kim Dae-jung.